# Lobophytum pusillum
Lobophytum pusillum is een zachte koraalsoort uit de familie Alcyoniidae. De koraalsoort komt uit het geslacht Lobophytum. Lobophytum pusillum werd in 1970 voor het eerst wetenschappelijk beschreven door Tixier-Durivault. 